# Arıcak
Arıcak est une ville et un district de la province d'Elâzığ dans la région de l'Anatolie orientale en Turquie.